# Deroceras sardum
Deroceras sardum is een slakkensoort uit de familie van de Agriolimacidae. De wetenschappelijke naam van de soort is voor het eerst geldig gepubliceerd in 1886 door Simroth.